# Дети боярские
Де́ти (или сыны́) боя́рские — сословие, существовавшее в Северо-Восточной Руси и в Русском царстве в конце XIV — начале XVIII веков.
В XVI—XVII веках дети боярские вместе с дворянами входили в число «служилых людей по отечеству» и несли обязательную службу, за которую получали поместья, записывались в десятни по уездам и составляли поместную конницу. Дети боярские несли также и постоянную сторожевую службу по охране границ Русского государства. Командиры засечной стражи и сторожевых разъездов — «станиц» — как правило были из детей боярских. «Патриаршьи» и «владычные» дети боярские несли службу в свите («дворе») высших иерархов Русской православной церкви — патриархов, митрополитов, архиепископов и епископов. Английский поэт и дипломат Джальс Флетчер в своей книге «Of the Russe Common Wealth» («О Русской Державе») писал: «Русские воины носят имя сынов боярских или сынов благородных. Это их звание по военным обязанностям. В России считается благородным каждый воин, и таким образом сын джентльмена (который рождается воином) всегда сам джентльмен и солдат. Он не делает ничего иного, кроме дел военных. Когда он возмужает и способен владеть оружием, он является в управление — „Разряд“ или к главному местному административному начальнику. Тот его записывает и назначает в какую-либо часть страны, преимущественно туда же, где был его отец».

## Упоминания
Впервые этот термин упоминается под 1259 годом в Великом Новгороде. Татары, испугавшись народного мятежа, попросили князя Александра Ярославича выделить им охрану. «И повеле князь стереци их сыну посадницю и всѣмъ дѣтемъ боярьскымъ по ночемъ». По мнению В. А. Кучкина, 
'«здесь эти слова характеризовали не социальный слой, а непосредственно детей новгородских бояр».
Дети боярские как участники Куликовской битвы упоминаются в поздних списках «Задонщины» середины XVII века, в «Сказании о Мамаевом побоище» (датируемом от начала XV до начала XVI веков), а также в Устюжском летописном своде, составленном на основе летописи конца XV века. Однако достоверность этих упоминаний неизвестна, они могли быть добавлены поздними переписчиками. Тем не менее в Устюжском своде упоминаются «2 сына боярския, костромичи, имя единому Сабур и имя другому Григореи Холъпищев», нашедшие раненого Дмитрия Донского.
В Новгородской первой летописи, а также в Новгородской четвёртой летописи, основанной на Новгородско-Софийском своде (не позднее 1418 г.), под 1386 годом сообщается о новгородских приставах, которые должны были собрать деньги для выплаты Москве в качестве компенсации за грабежи ушкуйников: «посадника Федора Тимофеевича, Тимофея Юрьевича, сына посаднича Юрья Дмитриевича, и иных детей боярьских и молодших людей». В Новгородской первой летописи под 1398 годом у новгородского архиепископа дети боярские наряду с посадниками, боярами, житьими людьми и купеческим детьми просят благословения на выступление против московского князя в борьбе за Подвинье.
В докончании Василия II с Василием Серпуховским 1433 года подтверждалось право детей боярских выступать в поход с тем князем, которому они служили, независимо от местонахождения их вотчин, а в случае осады города, при котором они располагались, дети боярские должны были встать на сторону оборонявшихся. В последующих договорах между князьями это правило подтверждалось. Кроме этого, князья обязывались «блюсти» детей боярских, живших в их княжествах, «как и своих», собирать с них такую же дань. До конца XV века служба детей боярских была вольной — они имели право на отъезд от господина.
Со второй четверти XV века упоминание детей боярских в грамотах и летописях становится регулярным. К примеру, в 1445 году, когда литовское войско подошло к Суходрову, то против них выступило русское войско, которое состояло из отрядов детей боярских, каждый из которых приводился князем и возглавлялся воеводой: «слышавъ то можаичи княже Ивановы Андреевича, и събрася ихъ 100 человекъ детей боярскихъ, а воевода у нихъ князь Андрей Васильевичь Луговица Суздальского; а княжихъ Михаиловыхъ Андреевича 100 же головъ детей боярскихъ, а воевода у нихъ князь Иванъ Федоровичь Судокъ; а княжихъ Васильевыхъ Ярославича 60 человекъ детей боярскихъ на помочь пришли».

## Происхождение
Вопрос происхождения детей боярских до сих пор недостаточно изучен. М. М. Щербатов предположил, что они были потомками боярских родов. Этой версии позднее придерживались многие историки. И. Д. Беляев, исходя из того, что права детей боярских и дворян были почти одинаковы, предполагал, что они ранее принадлежали к старинным воинским дружинам, и едва ли не к городовым, которые принадлежали городу, а не Князю, и о которых упоминается в договорной Грамоте Василия Васильевича Темного с Дмитрием Юрьевичем Шемякою 1434 года[2]:
«А гдѣ язъ Князь Виликій пошлю своего воеводу котораго города, а которые люди тебѣ служатъ того города, и темъ людемъ идши подъ твоимъ воеводою».
Другую точку зрения представлял С. М. Соловьёв. Он считал, что в XIV—XV веках младшая дружина, состоявшая из княжеских дворян, расслоилась на следующие категории: детей боярских, слуг вольных (или людей дворных), слуг под дворским и холопов. Это предположение также поддержали некоторые историки.
Промежуточную позицию между ними занял В. О. Ключевский. Согласно ему, «это были те же слуги дворные, только боярского происхождения».
Исследовавшая этот вопрос И. Б. Михайлова пришла к выводу, что формирование детей боярских произошло в конце XIV — начале XV века и было результатом двух процессов. Один процесс заключался в разложении городовых общин и переходу их земельных фондов к частным владельцам; другой состоял в пополнении рядов местных служилых людей представителями княжеского двора. Изначально они были не очень крупными вотчинниками, которые с начала XV века активно стали приобретать земли ослабевавших общин. В XV веке отряды детей боярских и их слуг составили основу русского войска, став опорой великих князей. Как показало исследование генеалогии, часть детей боярских действительно происходила из боярских родов, а некоторые — даже из княжеских. Немногие из них были потомками знатных иностранцев. Однако остальные роды детей боярских имели не столь знатное происхождение — они могли быть потомками дьяков, состоятельных общинников, княжеских и боярских послужильцев.
В XV—XVI веках, на присоединенных к Московскому государству обширных территориях Новгородской Республики, Северщины, Дикого Поля и Сибири возникли три новые территориально-обособленные корпорации «новоприборных» детей боярских:
- новгородские дети боярские на северо-западе,
- дети боярские «окраинных» городов на юге и
- сибирские дети боярские на востоке страны.

Их представителей отличало от детей боярских из «коренных» московских земель менее знатное происхождение — в «украинские» же и «сибирские» дети боярские «верстались», в основном, казаки, а в «новгородские» даже боевые холопы (послужильцы). Вследствие этого, вышеперечисленные представители сословия детей боярских не могли сделать достойную военную или придворную карьеру. Максимум, на что они могли рассчитывать — попасть в «жилецкие» сотни.
После завоевания Казанского и Астраханского ханств, к детям боярским были приравнены тарханы — низший командный состав в отрядах служилых татар, чувашей, марийцев, мордвы, калмыков и южных удмуртов.

## Преобразования Ивана III
С образованием централизованного государства многие дети боярские удельных князей перешли на службу к великому князю московскому. Это привело к расслоению детей боярских на дворовых («Государева двора») и городовых, которое началось с 1460-х годов. При Иване III вотчины стали делиться и активно преобразовываться в поместья, с которых несли службу служилые люди. Это привело к образованию поместного войска.
В XV веке и в первой половине XVI века в Русском государстве дети боярские считались выше звания дворян и, как потомки боярских родов, заносились в Боярские книги, часть которых сохранилась в государственных архивах и не была сожжена в результате борьбы с местничеством. В XVI веке дети боярские делились на дворовых детей боярских (часть верхов господствующего класса) и городовых детей боярских (провинциальные дворяне). Многие уже не помнили или просто не знали о своем знатном происхождении.

## Реформы Ивана IV
«В лето 7058 учинил у себя Царь и Великий князь Иван Васильевич выборных стрельцов с пищалей три тысячи человек и велел им жити в Воробьевской слободе, а головы у них учинил детей боярских; <…> Да и жалования стрельцам велел давати по четыре рубля на год»….
Во время царствования Ивана Грозного, по указу от 1550 года, из детей боярских были учреждены жилецкие сотни. Тогда велено было в Московском и окружных уездах испоместить 1000 человек детей боярских — лучших слуг из всех детей боярских Московской земли (то есть не уезда, а всех городов, принадлежавших Московскому княжеству) и Новгородских и Торопецких и Ржевских и Луцких дворовых и городовых[2].
Они так же, как и дворяне владели поместьями и вотчинами, за которые обязывались службой, как лично сами, так и со своими людьми, по количеству поместной земли. Впрочем, кажется был ещё особый разряд детей боярских, которые служили на жалованье; так в 1633 году в Царском наказе воеводам Черкасскому и Пожарскому упоминается о поместных и о кормовых боярских детях из Рославля.
Английский поэт и дипломат того времени Джальс Флетчер в своей книге «Of the Russe Common Wealth» («О Русской Державе») писал: «Русские воины носят имя сынов боярских или сынов благородных. Это их звание по военным обязанностям. В России считается благородным каждый воин и таким образом сын джентльмена (который рождается воином) всегда сам джентльмен и солдат. Он не делает ничего иного, кроме дел военных. Когда он возмужает и способен владеть оружием, он является в управление — „Разряд“ или к главному местному административному начальнику. Тот его записывает и назначает в какую-либо часть страны, преимущественно туда же, где был его отец».

## Дети боярские при Романовых
Дети боярские подобно дворянам делились на выборных, дворовых и городовых, и по Царской Грамоте 1686 года имели одинаковый с дворянами поместный оклад: выборные по 150, дворовые — по 120, а городовые по 100 четей на человека. Сверх того был особый разряд, известный под именем боярских детей украинных городов, которые равнялись с городовыми казаками и имели поместного окладу по 50 четей, как значится в той же грамоте.
В середине XVII века, по словам Григория Котошихина:
Дворяне городовые и дети боярские; бывают посыланы во всякие ж посылки, и по воеводствам, и в началные люди к рейтаром и к салдатом, и в какие чины годятца, и за службы бывают пожалованы многою честию. И тех детей боярских прозвание таково: как в прошлых давных летех у Московского государства бывала война со окрестными государствы, и в то время ратные люди збираны со всего Московского государства изо всяких чинов людей, и по покою роспущены по домом, а иные многою своею службою и полоном свободились от рабства и от крестьянства, и у кого были поместья и вотчины и ныне по прежнему за ними; а у которых людей поместей и вотчин не было, и им за службы и за полонное терпение поместья и вотчины даваны, жилые и пустые, малые, и служити им было с тех даных поместей и вотчин против прямых дворян не с чего; такъже у которых дворян были поместья и вотчины, а по смерти их те их поместья и вотчины розделены были детем их и от них дети потомуж розмножились, а дать им было из старых их отцовских поместей и вотчин и вновь не ис чего, потомуж и царских служеб не служивали — и их написали в дети боярские что беспоместны и малопоместны

В ходе реформ Петра I термин потерял актуальность, поскольку все служилые люди были объединены в единый класс — дворянство.
Сочинитель книги: Ebauche pour donner une ides de la forme du gouvernment de l’empire de Russie (Copenhague, 1774. 8) на стр. 7 описывая походъ Русскихъ въ 1689 г. противъ Крымскихъ татаръ, говоритъ: " Я зналъ одного старика Васильчикова, бывшаго въ етомъ походе, который мне разсказывалъ, что все дворянство, составлявшее ето ополчение, походило на орловъ, изъ которыхъ каждый имелъ при себе по 10, 20, и 30 слугъ (боярскихъ людей), конныхъ, хорошо вооруженныхъ саблями, винтовками, луками, стрелами, дротиками и проч. " — Сихъ боярскихъ людей однако же не надобно мешать съ боярскими детьми, которые некогда также составляли часть ополчения, а после перешли в состояние дворянъ и однодворцовъ (ШМ. I, 447)[3].
На территории Европейской России сословие детей боярских было упразднено при военной реформе 1707—1708 годов и отмене Поместного войска. Дети боярские, захотевшие продолжать военную службу, были причислены к дворянам, не захотевшие — переведены в сословие однодворцев. В России нередко дворянские и однодворческие роды, носившие одну и ту же фамилию, имели общих предков из детей боярских}.
Со времён патриарха Филарета и до середины XVIII века «патриаршими детьми боярскими» традиционно именовались сыновья патриарших дворян при жизни своих отцов или по малолетству.
В Сибири дети боярские просуществовали до 1821 года, после чего были переведены в городовые казаки с подчинением их Министерству Внутренних Дел.

## Дополнительные функции детей боярских
Помимо непосредственного участия в боевых действиях, на детей боярских возлагались и другие задачи. В мирное время они отправляли разные полицейские должности рассыльщиков, приставов, земских и даже губных старост по городам, и целовальников. Также на них лежала обязанность вместе с городовыми дворянами оборонять пограничные города, проводить оборонительные работы. Например, в 1536 году сын боярский Данило Загряжский был «приставлен над мастеры», строившими деревянные оборонительные сооружения Устюга. Иногда им поручалось расследование земельных вопросов.
Дети боярские, наряду с другими служилыми людьми, могли выполнять придворные функции. Например, в июне 1536 года и в сентябре 1541 года они сопровождали Ивана IV, ездившего в Троице-Сергиев монастырь. Принимали они участие в различных обрядах, церемониях и праздниках. К царским свадьбам в 1526 и 1547 годов были составлены росписи служилых людей, которые должны были стоять в караулах в Кремле. С начала XVI века дочери городовых и дворовых детей боярских, достигшие определённого возраста, должны были участвовать в смотре невест.
В марте 1491 года Иммануил Грек и дети боярские Василий Иванов Болтин и Иван Брюхо Кузьмин Коробьин возглавили экспедицию из 340 человек на реку Цильму, целью которой был поиск полезных ископаемых, серебряных и медных руд.
На детей боярских, как и на других служилых людей, возлагались дипломатические и разведывательные функции. В 1511 году Василий III, узнав о намерении брата Семёна Ивановича бежать в Литву, заменил его бояр и детей боярских на своих людей. Аналогично в 1541 году поступил Иван Грозный с князем Владимиром Андреевичем Старицким. В начале XVI века находившиеся на службе у московского князя Тимофей Фролов сын Беклемишев с отцом отъехали в Смоленск, в то время входивший в состав Литвы. Оттуда он Василию III «служил, и вести к нему посылал, и по его службе и Смоленск взял», за что был пожалован сёлами и деревнями. Дети боярские сопровождали иностранные посольства, а также входили в состав русских посольств, отправлявшихся за границу, где выполняли дипломатические и разведывательные поручения.
Дети боярские, поселенные в местах проживания новокрещенных язычников, обязаны были наблюдать, чтобы те соблюдали христианские праздники.
Тобольский сын боярский Семён Ульянович Ремезов известен как русский энциклопедист Сибири — картограф, архитектор, строитель, историк, художник и писатель. Им составлены три уникальных атласа — «Хорографическая чертёжная книга», «Чертёжная книга Сибири» и «Служебная чертёжная книга», которые являются ценнейшими памятниками русской картографии.